# Урюпино (Вачський район)
Урюпино (рос. Урюпино) — присілок в Вачському районі Нижньогородської області Російської Федерації.
Населення становить 64 особи. Входить до складу муніципального утворення Казаковська сільрада.

## Історія
Від 2009 року входить до складу муніципального утворення Казаковська сільрада.

## Населення
| 1859 | 1905 | 1926 | 1999 | 2002 | 2010 |
| ---- | ---- | ---- | ---- | ---- | ---- |
| 301  | ↗421 | ↘411 | ↘84  | ↘67  | ↘64  |